# Pilosella
Genre
Classification phylogénétique
Pilosella est un genre de plantes à fleurs de la famille des Asteraceae contenant de très nombreuses espèces dont la commune Piloselle.
Auparavant, plusieurs espèces de Pilosella faisaient partie du genre Hieracium.

## Quelques espèces françaises
Selon canope.ac-besancon.fr :
- Pilosella aurantiaca (L.) Schultz, Carl H. Bipontinus - Piloselle (ou Épervière) orangée
- Pilosella billyana (de Retz) Mateo - Piloselle (ou Épervière) de Billy
- Pilosella caespitosa (Dumortier) P. D. Sell et West - Piloselle (ou Épervière) gazonnante
- Pilosella glacialis (Reynier) Schultz, Carl H. Bipontinus - Piloselle (ou Épervière) des glaciers
- Pilosella lactucella (Wallroth) P.D.Sell et West - Piloselle (ou Épervière) petite laitue
- Pilosella officinarum Vaillant - Piloselle
- Pilosella peleteriana (Mérat) Schultz, Carl H. Bipontinus - Piloselle (ou Épervière) de Lepèletier
- Pilosella piloselloides avec 2 sous-espèces :
  - Pilosella piloselloides subsp. piloselloides (Villars) Sojàk - Fausse piloselle (ou Épervière fausse piloselle)
  - Pilosella piloselloides subsp. bauhinii (Schultes) Bräut. et Greuter - Piloselle (ou Épervière) de Bauhin